# Bolsa Mexicana de Valores
Bolsa Mexicana de Valores (zkracováno jako BMV) je hlavní burza v Mexiku. Sídlí v hlavním městě Ciudad de México na třídě Paseo de la Reforma. Její právní forma je společnost s ručením omezeným.

## Indexy
Hlavním indexem burzy je IPC (Índice de Precios y Cotizaciones), kromě něj existuje ale ještě dvanáct dalších. IPC je vypočítáván jako průměr všech obchodovatelných akcií ve všech odvětvích mexické ekonomiky a dvakrát ročně je revidován. Vztahuje se vždy k předchozímu dni. Dalším významným indexem je pak INMEX. Na rozdíl od IPC se vypočítává pouze z 20 – 25 nejobchodovatelnějších podniků zahrnutých na burze.